# Rage (banda)
Rage es un grupo de heavy/power/speed metal fundado en Berlín (Alemania) en el mes de diciembre de 1983 bajo el nombre de Avenger, donde sacarían un álbum llamado Prayers of Steel, aunque posteriormente en 1986 se cambiarían el nombre al actual. Es una de las bandas más prolíficas de la historia del speed metal a nivel mundial. Con 27 LP (más otros dos de sus proyectos paralelos) y más de 200 canciones en 40 años (además de una no menor cantidad de EP, trabajos en vivo, orquestados, DVD, etc.), Rage se ha transformado en una banda de culto en la escena del metal. De un lado, ha sido considerada una de los “cuatro grandes” de la escena originaria del speed/power metal alemán (junto con Helloween, Grave Digger y Running Wild). De otro, siendo en 1996 la primera banda de metal en escribir y grabar un álbum con una orquesta sinfónica completa (Lingua Mortis), influyó en el desarrollo del metal sinfónico. Tampoco pueden obviarse los aspectos más bien propios del metal progresivo o del thrash metal que existen en sus composiciones. Todo ello hace que tenga un estilo único y difícil de catalogar.

## Historia
La historia de Rage comienza en 1984 cuando se forma Avenger, con su primera formación de 4 componentes con el mítico Jörg Michael a la batería. Después de la salida de su álbum debut Prayers of Steel y un EP, fichan por Noise y Avenger cambió su nombre a Rage, entregando Reign Of Fear en 1986.
Posteriormente a la salida del disco Execution Guaranteed, la formación da un cambio drástico, con la salida de todos los componentes y dejando a Peavy solo. Se formaría, entonces un equipo de 3. Con Manni Schmidt ya en la banda, en 1988 lanzan su clásico disco  Perfect Man, con el himno "Don´t Fear The Winter", con muy buenas críticas y considerándolo, por el líder de la banda, como el primer disco con éxito a nivel internacional. También se puede notar un gran salto de calidad hacia los anteriores discos. Con lo que se creó la primera etapa realmente importante y clásica del grupo.
Su álbum de 1992 Trapped incrementó su reconocimiento internacional. La portada del álbum fue realizada por Andreas Marschall, ilustrador habitual de la banda. El éxito se repitió en 1993 con Missing Link, seguido de cambios en la alineación, como la salida de Manni Schmidt y la entrada de dos guitarristas, conformando de nuevo un cuarteto. Debutando con Ten Years In Rage y el excepcional Black In Mind, la nueva alineación graba en 1996 Lingua Mortis, siendo el primer álbum con soporte de orquesta en la escena del Metal alemán. Este material fue interpretado en vivo por primera vez a finales de verano en Kufstein, Austria. En ese mismo año editan otro disco, acogido con gran éxito, llamado End of All Days, totalmente heavy, el cual contiene una de las canciones más típicas en el repertorio, "Higher Than The Sky".
Su decimotercer álbum XIII vio la luz en marzo de 1998. Seguido de ello, Rage, junto con la orquesta se embarcaron en tour, tocando en varios festivales europeos, marcando no solo otro gran momento en la carrera de Rage, sino también un nuevo capítulo en su alineación: el siguiente álbum, Ghosts fue seguido por drásticos cambios de personal, de nuevo se vuelve al trío con la salida de los dos guitarristas, resultando un potente equipo con Peavy Wagner, el bielorruso Victor Smolski en la guitarra y el norteamericano Mike Terrana en la batería 
El trío consolida su formación en el festival Wacken Open Air en agosto de 1999, presentando un impresionante álbum Welcome To The Other Side. Posteriormente se endureció el sonido y se le dio un matiz más progresivo, con respecto a los anteriores discos en las siguientes entregas, Unity y Soundchaser con reacciones igualmente positivas por parte tanto de la prensa como de los fanes.
En 2004 Rage celebró su 20º aniversario, sacando un doble CD y un doble DVD From The Cradle To The Stage, documentando que, ninguna alineación previa de Rage había aportado la fuerza que la actual, conformada por Peavy, Smolski y Terrana. En el año 2006 sale a la luz,Speak Of The Dead, un disco con dos partes bien diferenciadas, el cual recibió críticas muy positivas y ha sido consagrado ya como una obra maestra de Rage. 
El 6 de diciembre de 2006, Peavy y Victor anunciaron que habían roto con Mike como batería del grupo.
En el año 2007 y con motivo de la gira del disco, sacan otro directo, tanto en CD como en DVD, Full Moon in St. Petersburg. 
El 1 de enero de 2007, se anunció en el sitio oficial que André Hilgers, conocido por ser miembro de Axxis y Silent Forece, sería el nuevo baterista del grupo.
En 2008 lanzan el álbum Carved in Stone.
En el año 2009 lanzan con motivo del 25 aniversario de la band editan el EP "Gib Dich Nie Auf / Never Give Up" que cuenta con 6 temas y 2 Bonustracks.
Un año más tarde lanzaron un álbum denominado "Strings To A Web" que consta de 9 temas dentro de su línea clásica y 5 temas más que conforman una Suite orquestada denominada "Empty Hollow", dejando un total de 14 temas que reflejan muy bien la identidad musical del grupo.
El 24 de febrero de 2012 lanzaron su vigésimo primer álbum en estudio llamado 21.
En 2013 Rage anuncian a Lingua Mortis Orchestra como un proyecto paralelo, en el cual editan un primer disco LMO. En este proyecto incluyen a dos cantantes femeninas Jeannette Marchewka y Dana Harnge, y como invitado especia a Henning Basse ex-inegrante de la banda Metalium
En febrero de 2015 Peter "Peavy" Wagner junto a Victor Smolski anuncian el final de su colaboración juntos en Rage, la cual incluye también al baterista André Hilgers . Este mismo mes Peter "Peavy" Wagner aclara que la banda no se disuelve, seguirá con nuevos miembros en el futuro.
Tras la salida del guitarrista Victor Smolski y del batería André Hilgers, el bajista y vocalista de RAGE, Peter "Peavy" Wagnet anuncia la nueva formación del grupo. La banda alemana es cuenta con dos nuevos miembros: Marcos Rodríguez (guitarra y voz) y con Vassilios "Lucky" Maniatopoulos (batería).
Marcos Rodríguez, Venezolano, guitarrista y vocalista de la banda Soundchaser y es un gran fan de la banda desde su adoleciencia. Por su parte, Vassilios "Lucky" Maniatopoulos, vocalista de Tri State Corner es otro fan incondicional de Rage y alumno de Chris Eftimiadis desde 1988.
El primer concierto de la nueva formación tuvo lugar el 14 de noviembre de 2015 en el festival Metal Hammer Paradise, en Alemania. Posteriormente el grupo realizó una gira Europea en la celebración de los 20 años del lanzamiento del disco "Black In Mind".
Rage publicó su vigésimo tercer álbum de estudio llamado "The Devil Strikes Again" el 10 de junio de 2016, via Nuclear blast Records, acompañado de más de 60 conciertos por Europa y Asia.
Poco después, Wagner se reúne con el guitarrista Manni Schmidt y el batería Christos Efthiamiadis, reeditando esta formación clásica de Rage, para lanzar un proyecto paralelo llamado Refuge (nombre de la canción del disco de Rage “The Missing Link”), bajo el cual publican el álbum “Solitary Men” (en referencia a la canción de Rage que se compuso en su día con esta formación, “Solitary Man”) en 2018.
Estos proyectos paralelos no frenaron la puntual publicación de nuevos discos de Rage. En 2024, tras volver a ser un trío tras la salida de Weber, la banda incluso publicó el primer disco doble de su carrera.Apenas un año después, se anunció la publicación en septiembre de 2025 del que será su 27º álbum(29°, si se contaran los de los proyectos paralelos LMO y Refuge).

## Miembros
- Peter "Peavy" Wagner - Bajo y Voces
- Jean Bormann - Guitarra y Coros
- Vassilios "Lucky" Maniatopoulos - Batería (instrumento musical) y Coros

## Ex- Miembros
- Alf Meyerratken – Guitarra (1985)
- Thomas Grüning – Guitarra (1985–1986)
- Jochen Schröder – Guitarra (1985–1987)
- Jörg Michael – Batería (1985–1987)
- Rudi Graf – Guitarra (1987)
- Manni Schmidt – Guitarra (1988–1994)
- Chris Efthimiadis – Batería (1988–1999)
- Ulli Cohler - Teclados (1990)
- Spiros Efthimiadis – Guitarra (1994–1999)
- Sven Fischer – Guitarra (1994–1999)
- Christian Wolff - Teclados (1996–1999)
- Mike Terrana – Batería (1999–2006)
- Victor Smolski – Guitarra (1999–2015)
- André Hilgers – Batería (2007–2015)
- Marcos "Markitos" Rodríguez - Guitarra (2015-2020)

## Discografía

### Álbumes de estudio
- (1) Prayers of Steel - 1985 (como Avenger)
- (2) Reign of Fear - 1986
- (3) Execution Guaranteed - 1987
- (4) Perfect Man - 1988
- (5) Secrets in a Weird World - 1989
- (6) Reflections of a Shadow - 1990
- (7) Trapped! - 1992
- (8) The Missing Link - 1993
- (9) 10 Years in Rage - 1994
- (10) Black in Mind - 1995
- (11) Lingua Mortis - 1996
- (12) End of All Days - 1996
- (13) XIII - 1998
- (14) Ghosts - 1999
- (15) Welcome to the Other Side - 2001
- (16) Unity - 2002
- (17) Soundchaser - 2003
- (18) Speak of the Dead - 2006
- (19) Carved in Stone - 2008
- (20) String to a web - 2010
- (21) 21 - 2012
- Proyecto paralelo. Lingua Mortis Orchestra: LMO - 2013
- (22) The Devil Strikes Again - 2016
- (23) Seasons of the Black - 2017
- Proyecto paralelo. Refuge: Solitary Men - 2018
- (24) Wings of Rage - 2020
- (25) Resurrection Day - 2021
- (26) Afterlifelines - 2024
- (27) A New World Rising - 2025

### Directos
- Power of Metal - 1994
- From the Cradle to the Stage - 2004
- Full Moon in St. Petersburg - 2007

### EP
- Depraved to Black - 1985 (Avenger)
- Invisible Horizon - 1989
- Extended Power - 1991
- Beyond the Wall - 1992
- Refuge - 1993
- Higher than the Sky - 1996
- Live from the Vault - 1997 (EP en directo solo para Japón)
- In Vain "Rage in Acoustic" - 1998
- In Vain I - III - 1998
- Gib Dich Nie Auf - 2009
- The Refuge Years (2015) EP
- My Way (2016) EP